# 1255 în artă
- 1253 în artă — 1254 în artă ——  1255 în artă  —— 1256 în artă — 1257 în artă

1255 în artă implică o serie de evenimente:

## Evenimente

### Nașteri

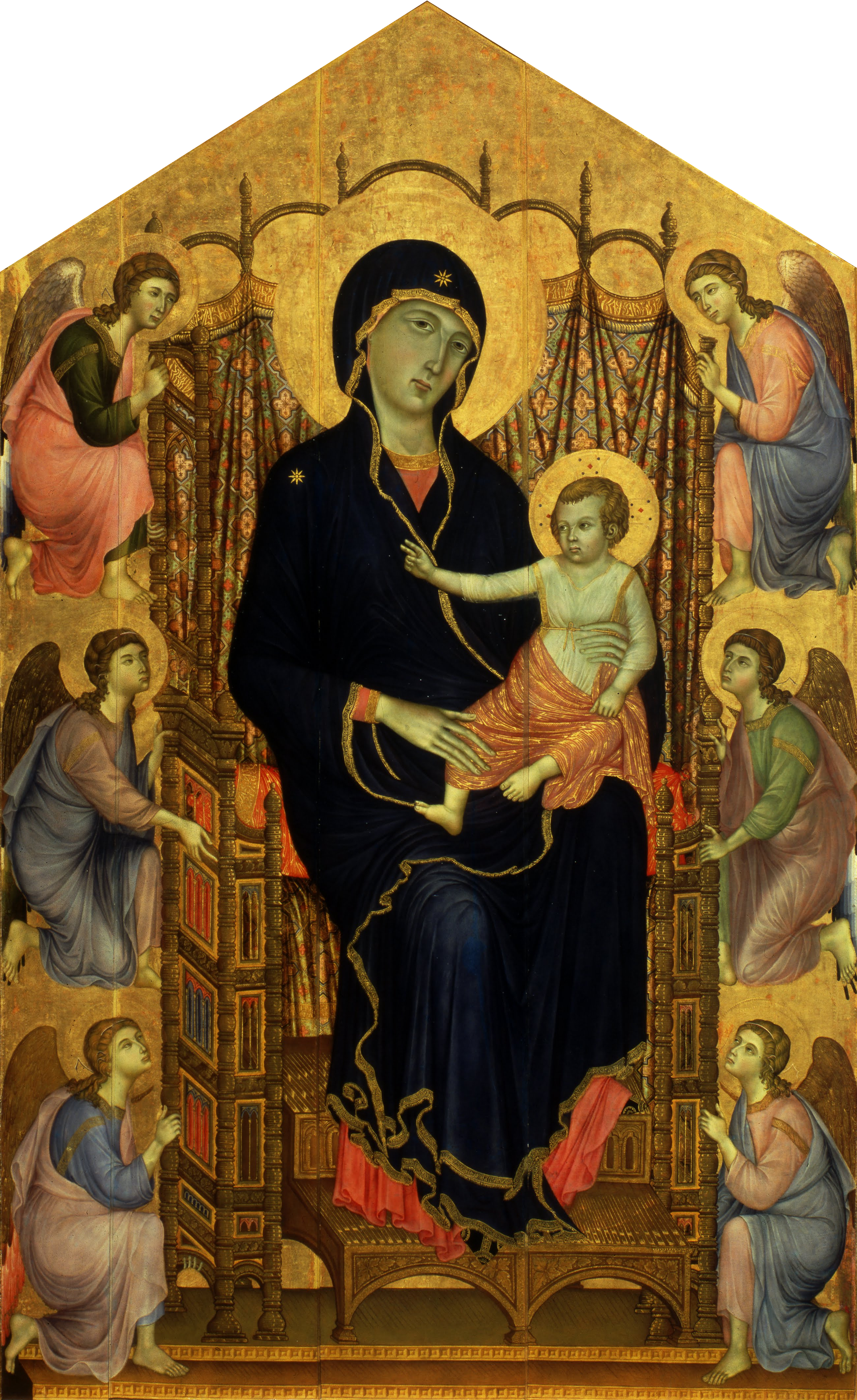
Duccio, Rucellai Madonna (1285)

- Se naște în Siena, Toscana, Italia, pictorul Duccio di Buoninsegna (n. 1255, Siena - d. 1315, Siena). O mare parte din tinerețea sa este incertă, dar există dovezi că a fost căsătorit și că a avut șapte copii.[1] Sunt multe instanțe în care a avut datorii și amenzi, ceea ce a determinat istoricii să creadă că i-a fost dificil să își administreze banii și familia.

Talentele sale artistice erau însă suficiente pentru a umbri lipsa sa de organizare ca cetățean și a devenit faimos în timpul vieții sale. În anii 1300, Duccio a fost unul dintre cei mai apreciați și radicali pictori din Siena. Este considerat părintele picturii sieneze, și împreună cu alții, este considerat fondatorul artei europene.
A fost angajat de-a lungul întregii sale vieți pentru a realiza multe lucrări importante în clădirile guvernamentale și religioase din Italia. Lui Duccio îi sunt atribuite crearea stilului Trecento, fondarea Școlii Sieneze și contribuții semnificative la stilul gotic sienez.
Stilul lui Duccio era similar cu cel bizantin din mai multe perspective, cum ar fi fundalul auriu și scenele religioase cunoscute dar, în același timp, era diferit și mai experimental. Lucrările sale aveau un nivel înalt de frumusețe cu detalii delicate, uneori înrustate cu pietre prețioase și țesături aproape ornamentale. Duccio era cunoscut și pentru organizarea complexă a spațiului. Personajele erau organizate specific și cu un scop. În lucrarea Rucellai Madonna privitorul poate vedea în lucru toate aceste aspecte.
Duccio a început să elimine liniile ascuțite ale artei bizantine și a rotunjit formele. A utilizat modelarea (jocul culorilor închise și deschise) pentru a dezvălui personajele de sub draperia grea iar mâinile, fețele și picioarele au devenit mai rotunjite și tridimensionale. Va muri în orașul său natal, Siena, în 1319.

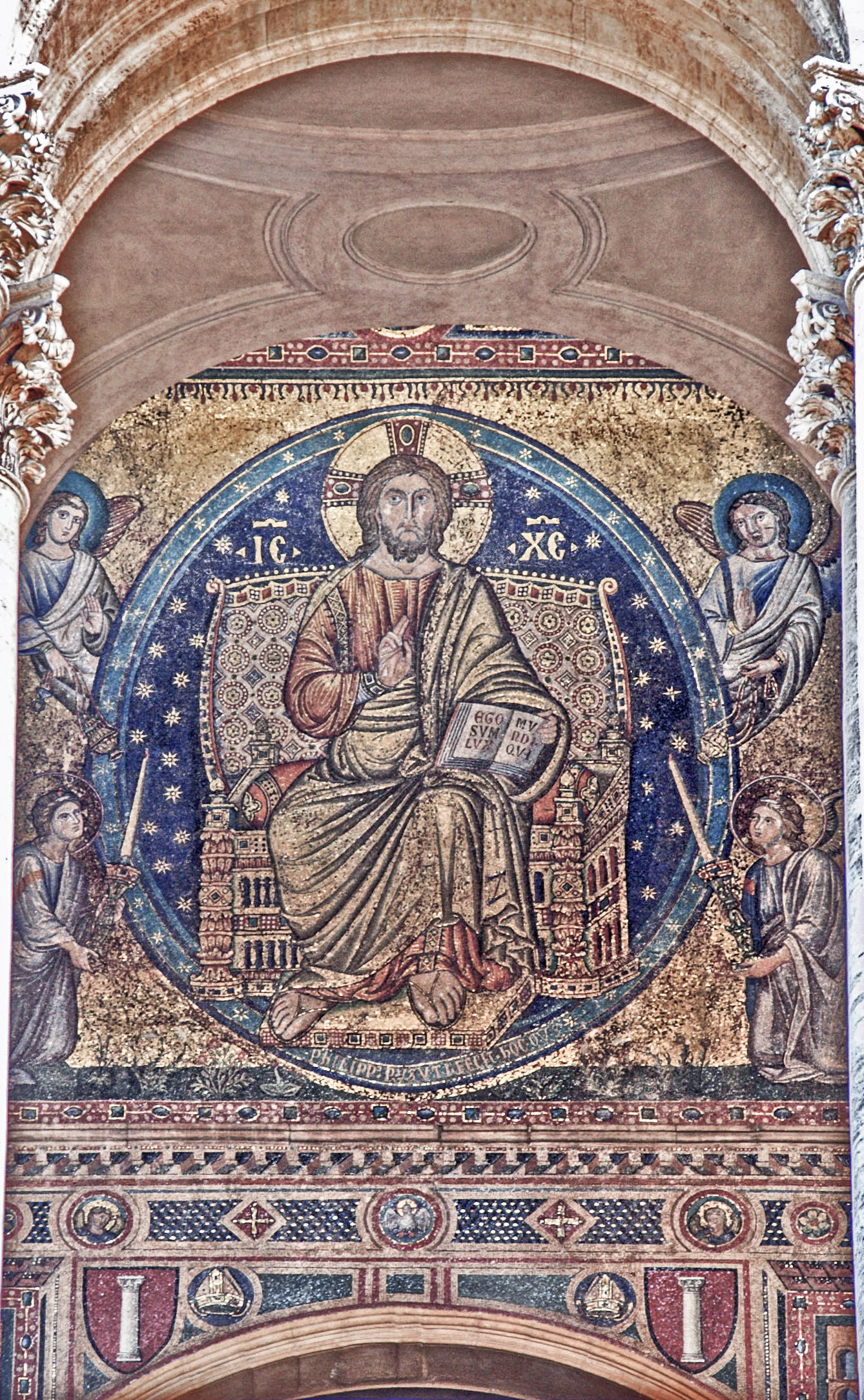
Hristos în slavă de Filippo Rusuti, mozaic pe frontispiciul basilicăi di Santa Maria Maggiore, Roma

- Se naște artistul vizual pre-renascentist Filippo Rusuti, (circa 1255 – circa 1325), pictor, frescar, muralist și mozaicar italian, activ în Roma între 1288 și 1297, iar, ulterior, în jurul anilor 1320, activ în Napoli.[5]

Rusuti a apartinut, alaturi de Jacopo Torriti si Pietro Cavallini, asa-zisei Școli romane, activă la sfârșitul secolului al XIII-lea. La începutul carierei sale, a lucrat la frescele ce decorează Bazilica Sfântului Francisc din Assisi, posibil împreună cu Torriti, dar și după acesta nu a mai lucrat acolo. Lucrarea a inclus unele părți din povestea Facerii, în special crearea lui Adam și Eva și poate construirea Arcei lui Noe.
Singura sa lucrare semnată este registrul superior al decorației mozaicului vechii fațade a bisericii romane Santa Maria Maggiore, unde prezența cardinalului Pietro Colonna permite datarea mozaicului între 1288 și 1297. Istoricii de artă cred că registrul inferior al aceluiași mozaic, cu poveștile întemeierii Santa Maria Liberiana, urmează să fie considerat o intervenție realizată câțiva ani mai târziu, de către ucenicii lui Rusuti pe baza desenelor sale.
În jurul anului 1319, Rusuti a mers la Neapole la curtea Angevinilor, pentru a lucra împreună cu Cavallini la decorarea frescei bisericii din Santa Maria Donna Regina Vecchia, caz în care, contribuțiile sale majore sunt, probabil, figurile Profeților. Tot la Napoli, în jurul anului 1320, Rusuti a creat câteva scene din Viața lui Hristos în Capela Brancacci.